# Carnaval de Foiano della Chiana

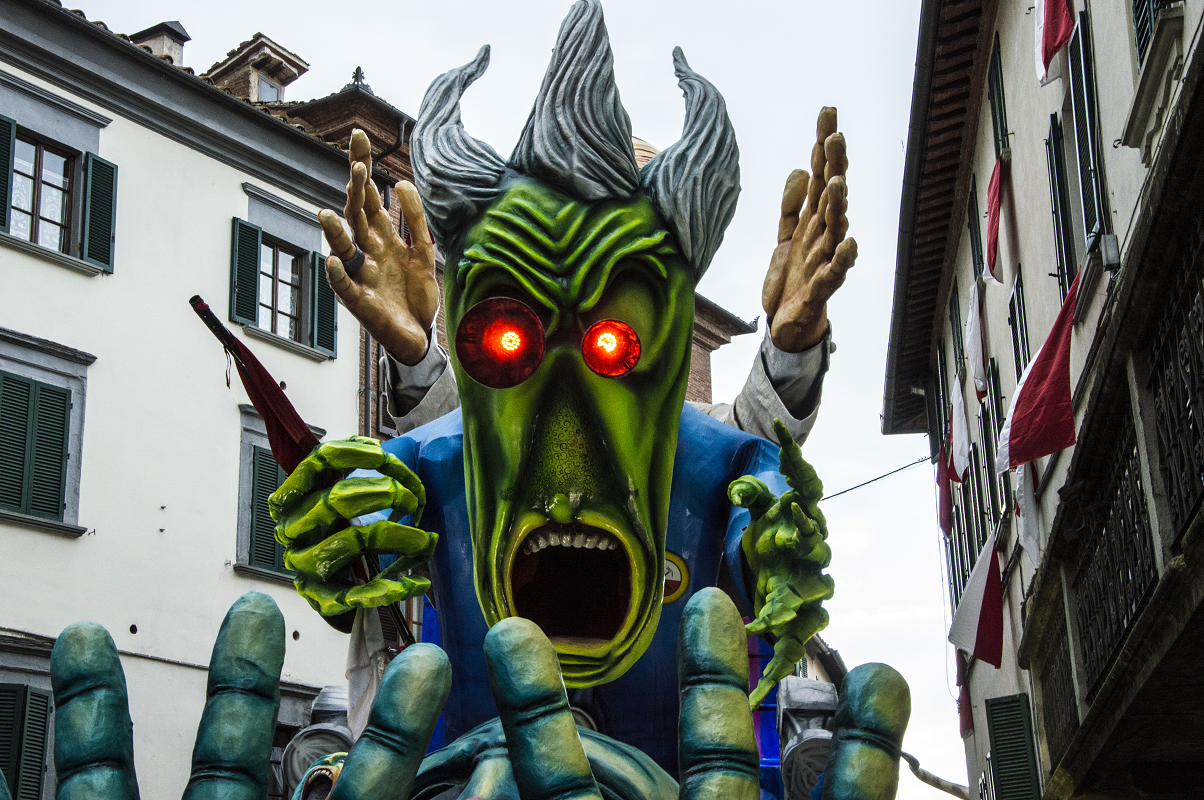
Una de las enormes y llamativas carrozas del carnaval. (2015)

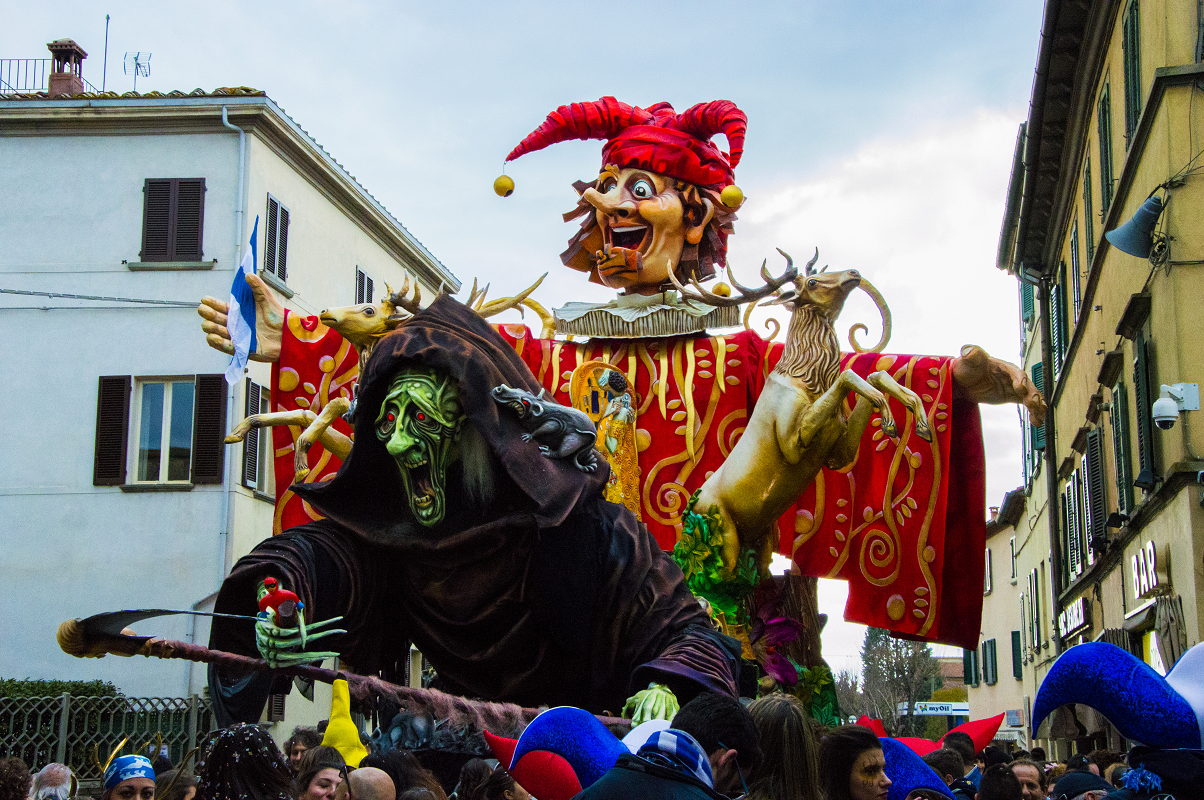
Carroza de los Rústicos. Foiano (2015)

El Carnaval de Foiano della Chiana (en italiano, Carneval di Foiano della Chiana) es un carnaval anual celebrado en la ciudad de Foiano della Chiana, en la Toscana (Italia). Es uno de los carnavales más famosos y el más antiguo de Italia, creado en 1539. Este evento se prepara durante todo el año y es tan importante para Foiano como lo es la fiesta del Palio para Siena. 
El festival proviene de rituales propiciatorios medievales hechos con la intención de complacer a la gente del pueblo y crear un ambiente alegre para recibir el año nuevo.
La población de Foiano se subdivide en cuatro cantieri (facciones rivales): los más antiguos son los Azzurri (azules) y los Rustici (rústicos), que fueron creados en 1933, y el de los Bombolo (regordetes), que se formó en 1934; la facción más reciente es la de los Nottambuli (noctámbulos), fundada en 1961.
Otras tres cantieri, las de los Pacifici (pacifistas), los Cuccioli (cachorros) y los Vitelloni (terneros) desaparecieron durante la década de los 40. 
Las cantieri compiten en la elaboración de carrozas inspiradas en una temática libre.

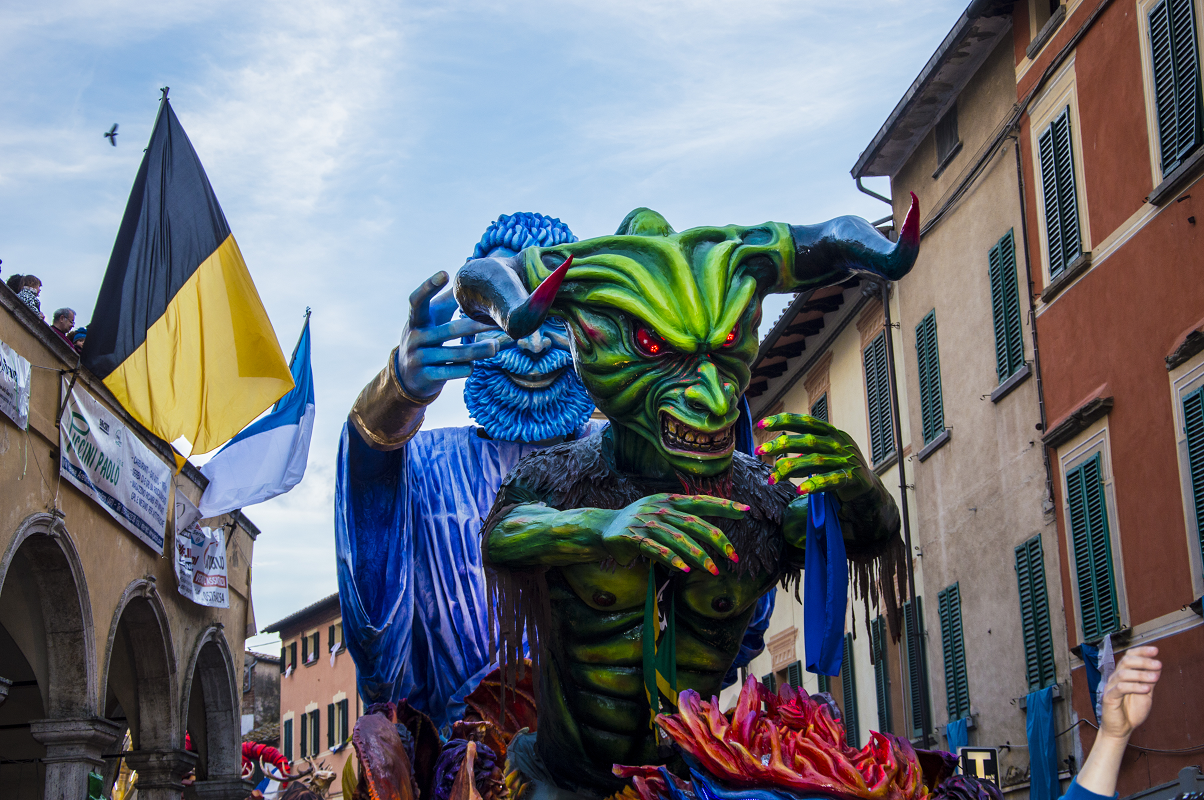
Carroza de los Azules. Foiano (2015)

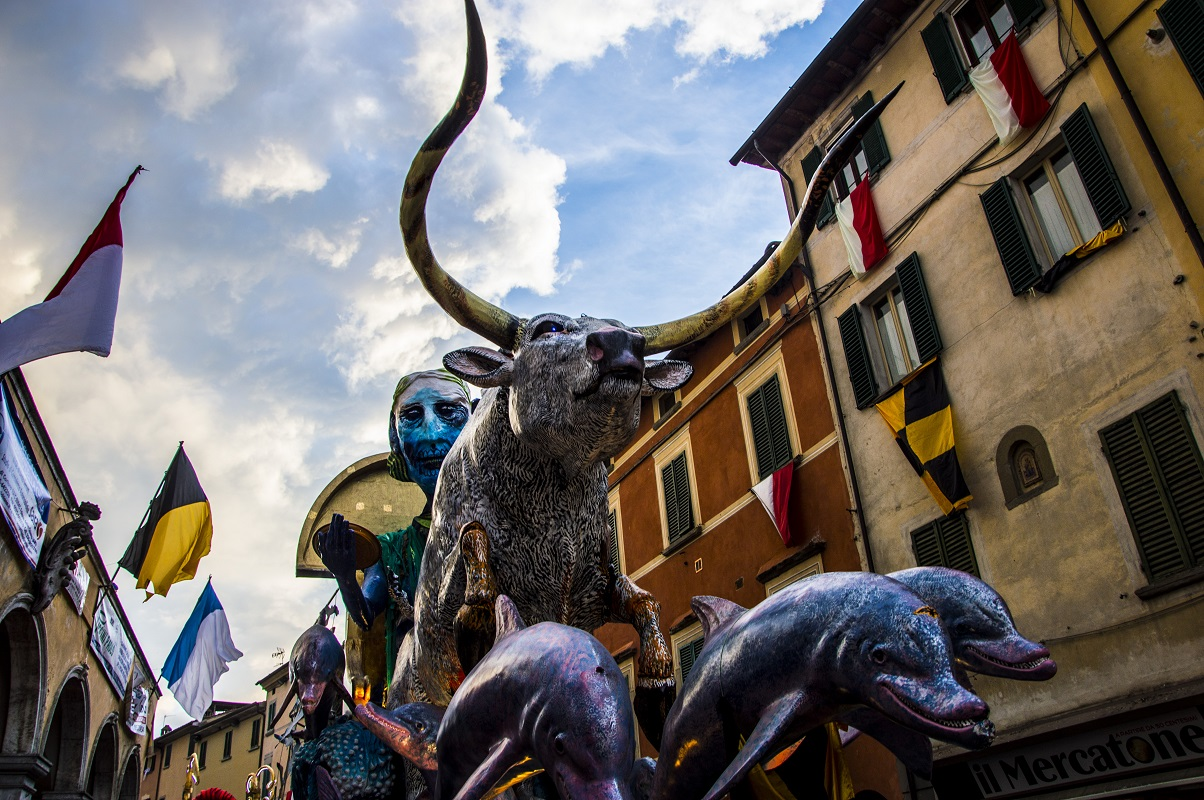
Carroza de los Noctámbulos. Foiano (2015)

Originariamente, las carrozas eran carruajes de pueblo y carri matti (carromatos) desde los que se lanzaban lupinos, castañas y bacalao con sal como regalo para el público. Ahora las carrozas son de papel maché y tienen temáticas alegóricas o políticas que a veces representan sucesos actuales, gente famosa o cultura popular.
Un jurado, compuesto por un escultor, un pintor, un periodista, un escenógrafo y un crítico de arte, valoran las carrozas. El cantiere que consiga más votos gana la Coppa del Carnevale (Copa de Carnaval).
En este carnaval se hace una efigie de Giocondo, el Rey del Carnaval, con trapos y paja, y se quema en la plaza principal como acto de purificación colectiva para todos los habitantes de Foiano. Antes de la quema, se lee en voz alta un testamento de los acontecimientos del año como epílogo del año transcurrido y prólogo del nuevo año que está por comenzar.